# Бата (регион)
Вижте пояснителната страница за други значения на Бата.
Бата (на френски: Batha; на арабски: منطقة البطحة) е регион в централната част на Чад, с обща площ 88 800 км2. Регионът е разположен на мястото на бившата префектура Бата. Административен център е град Ати.
От февруари 2007 година губернатор е Махамат Салех Юнусми.

## Административно деление
Регионът се поделя на 3 департамента и 9 под-префектури.
| Департамент  | Столица   | Под-префектури                               |
| ------------ | --------- | -------------------------------------------- |
| Източна Бата | Ум Хаджер | Ам Сак, Асине, Харазе Джомбо Киби, Ум Хаджер |
| Западна Бата | Ати       | Ати, Джеда, Кунджуру                         |
| Фитри        | Яо        | Ам Джамена, Яо                               |

## Население
През 1993 година общото население на региона е било 288 074 души, от които 244 010 с постоянно пребиваване в населените места (в селата 207 997, в градовете 36 017) и 44 064 номади.
По данни от 2006 година населението на региона възлиза на около 400 000 души, средната гъстота е 4.5 души/км2.
По данни от 2009 година населението на региона възлиза на 488 458 души.

### Етнически групи
Основните етнически групи са араби (33,62 %), билала (18,11 %), кука (15,71 %), масалит (5,73 %) и месмедже (5,61 %).